# Emil Doepler

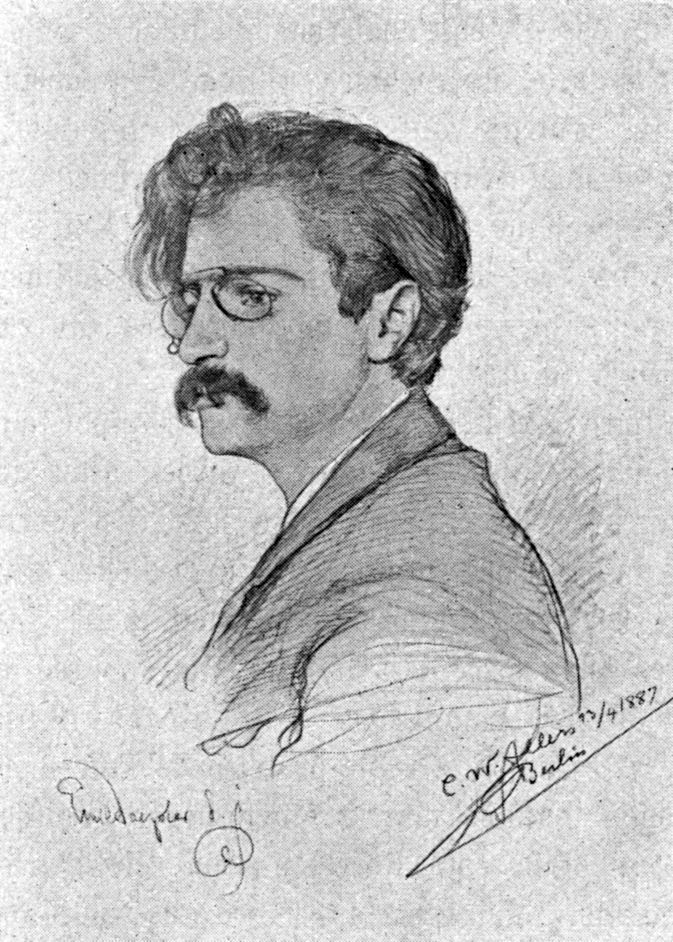
Emil Doepler 1887 (Porträt von Christian Wilhelm Allers)

Emil Doepler der Jüngere (* 29. Oktober 1855 in München; † 21. Dezember 1922 in Berlin) war ein deutscher Maler, Kunstgewerbler, Gebrauchsgrafiker und Heraldiker.

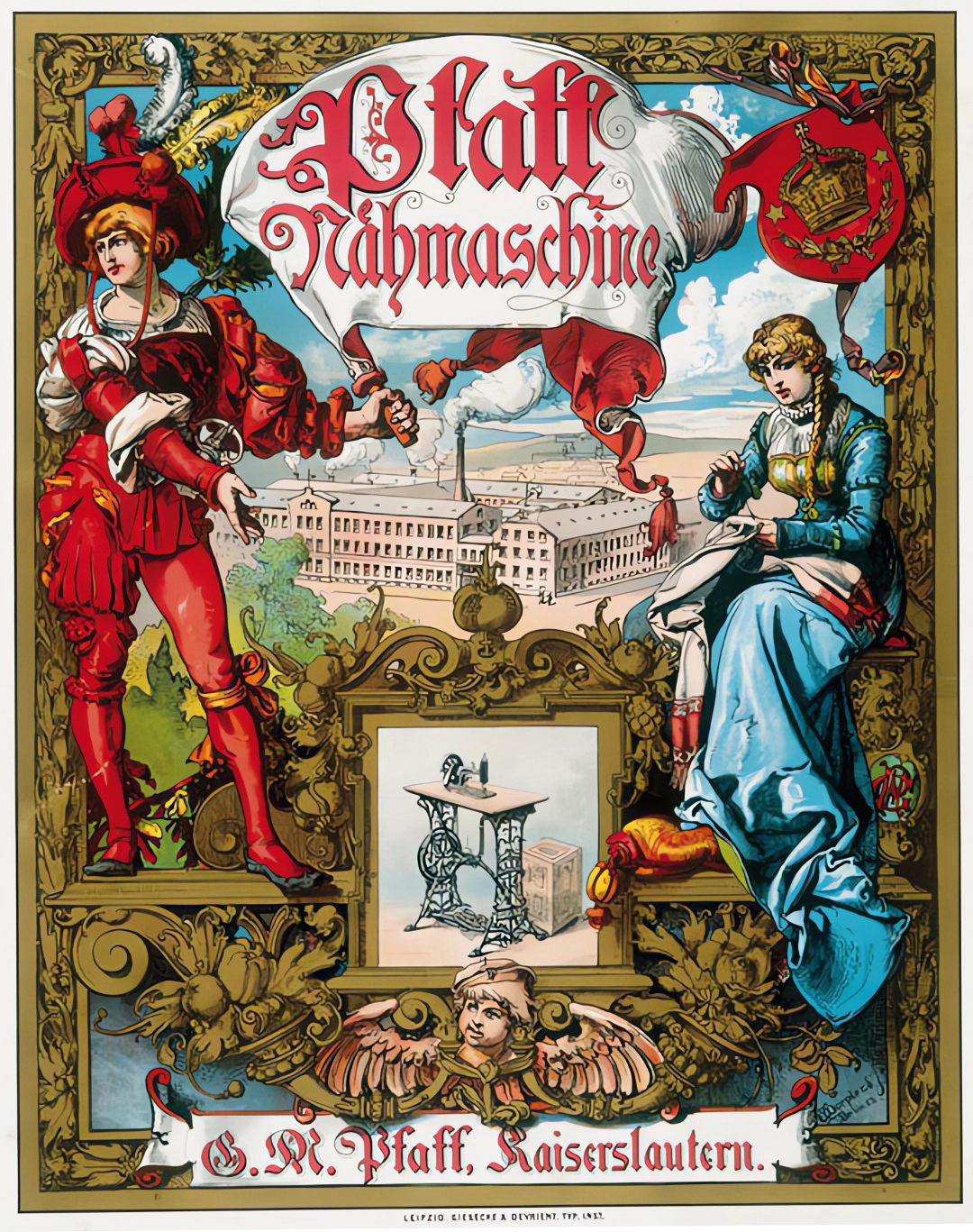
Werbeplakat für die Nähmaschinenfabrik Pfaff aus dem Jahr 1883

## Leben
Emil Doepler war ein Sohn von Carl Emil Doepler, der als Leiter der kostümlichen Ausstattung der Bayreuther Festspiele bekannt wurde. Emil Doepler d. J. heiratete 1909 seine ehemalige Schülerin Elli Hirsch. Die Ehe blieb kinderlos.
Doepler widmete sich bereits als Jugendlicher der Kunst. Sein Vater, der sich ebenfalls als Maler und Illustrator einen Namen gemacht hatte, war zunächst sein Lehrer. Emil spezialisierte sich als Zeichner und Maler heraldischer und kunstgewerblicher Motive, schuf aber auch Landschaftsbilder und Stillleben in unterschiedlichen Techniken. Ab 1870 studierte er an der Unterrichtsanstalt des Kunstgewerbemuseums Berlin. Ab 1873 war er selbständiger Illustrator. 1876/1877 folgte ein Studium an der Berliner Kunstakademie. Er wurde 1881 Lehrer und 1889 Professor an der Unterrichtsanstalt des Kunstgewerbemuseums. Ab 1898 leitete er den Ausschuss zur Prämierung der Entwürfe von Stollwerck-Sammelbildern in den von Ludwig Stollwerck veranstalteten Wettbewerben.
Im Jahr 1888 zeichnete er das Wappen für den Börsenverein des Deutschen Buchhandels. Dabei machte er Habent sua fata libelli zum Wahlspruch des deutschen Buchhandels. Für Stollwerck gestaltete Emil Doepler Emailschilder und Sammelbilder. Diese Gebrauchsgrafiken wurden in verschiedenen Kunstzeitschriften abgedruckt. 1898 hatte Ludwig Stollwerck zusammen mit Emil Doepler, Woldemar Friedrich, Bruno Schmitz und Franz Skarbina das Komité zur Beschaffung und Ueberwachung künstlerischer Stollwerck-Bilder gegründet. Die Künstler fungierten nicht nur als Berater, sondern auch als Preisrichter für Preisausschreiben. Die Wettbewerbe, die hohen Preisgelder und das angesehene Gremium sollten den Stollwerck-Sammelbildern, die den Fabrikaten beigelegt wurden, einen künstlerisch höheren Wert geben. So gelang es Ludwig Stollwerck, namhafte Künstler für die späteren Sammelbilder zu werben.
1899 entwarf Doepler im Auftrag von Ludwig Stollwerck mehrere Variationen der Wortmarke „Stollwerck“ in einer neuen Jugendstil-Schrift. Den Schriftzug kombinierte seine Schülerin Elli Hirsch später mit dem „Dreikronenstern“ zum neuen Stollwerck-Unternehmenslogo.

## Werke
- 1887: Stadtwappen von Essen
- 1889: Entwurf der neuen Form des deutschen Reichsadlers
- 1898: Heraldischer Formenschatz, Berlin
- Zeichnungen im Heraldischen Musterbuch von F. Warnecke
- 1898: Entwurf des Dreikronensterns als Bestandteil des Unternehmenslogos der Gebr. Stollwerck AG
- um 1900: Illustrationen für Walhall – die Götterwelt der Germanen (Verlag Oldenbourg, Berlin)
- 1902: Großes Fass der Brennerei Elmendorf, ein 20.000 Liter fassendes Kornfass
- 1906: Entwurf des Äbtissinnenstabs für das Kloster Drübeck[2]
- 1909: Künstlerische Oberleitung bei der Herausgabe des Stollwerck-Sammelalbums Helden des Geistes und vom Schwert
- 17. Februar 1914: Entwurf von Flaggen und Standarten für Albanien (National- und Handelsflagge sowie drei Fürstenstandarten)
- 1915: Gedenkblatt für die Angehörigen unserer gefallenen Helden
- 1919: Entwurf des Reichsadlers der Weimarer Republik
- über 50 Exlibris

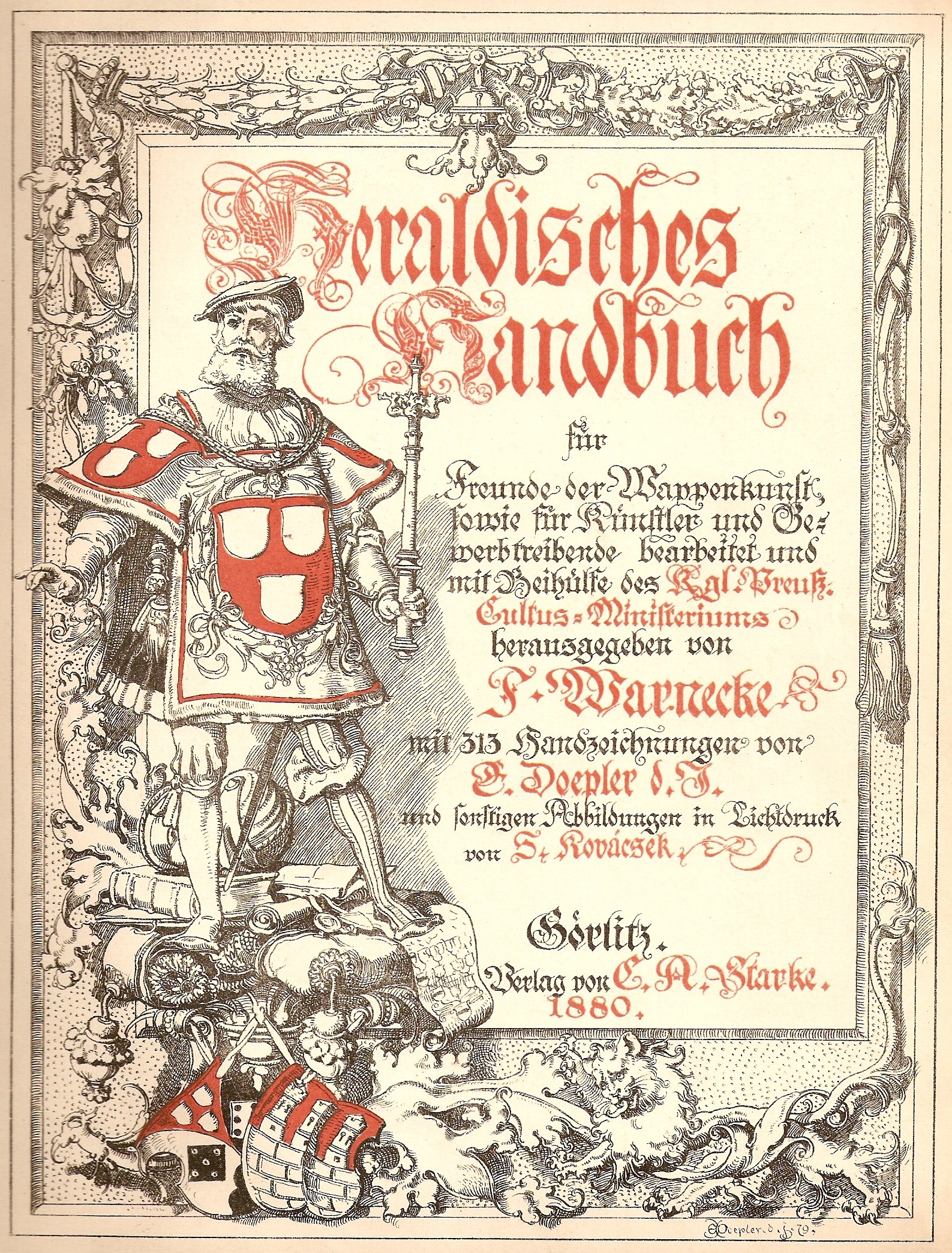
Heraldisches Handbuch (1879)
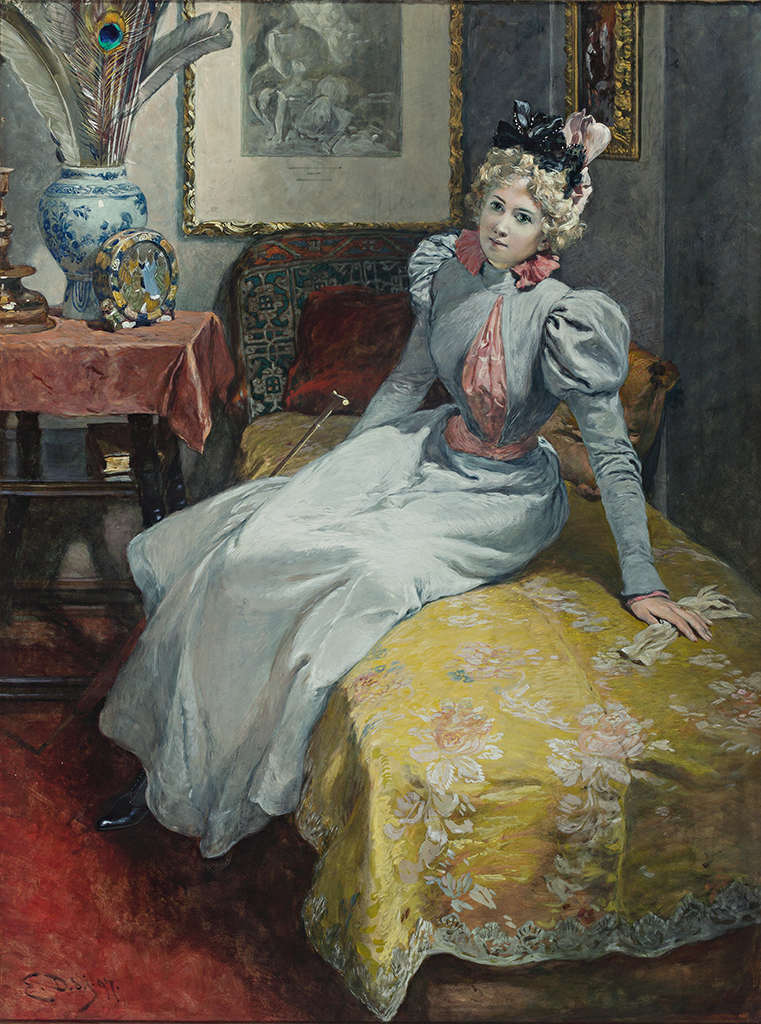
Junge Dame auf einem Divan
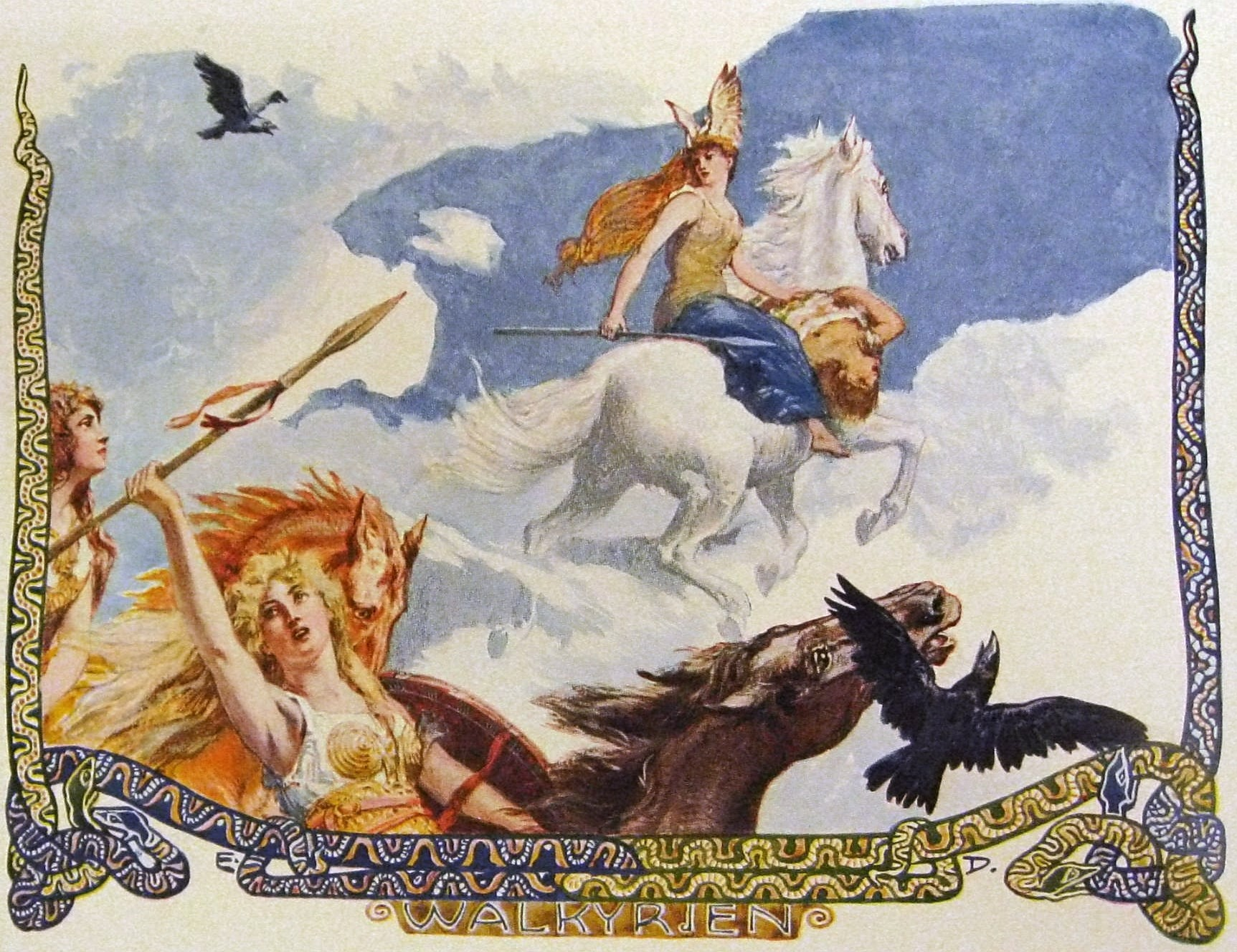
Walküren
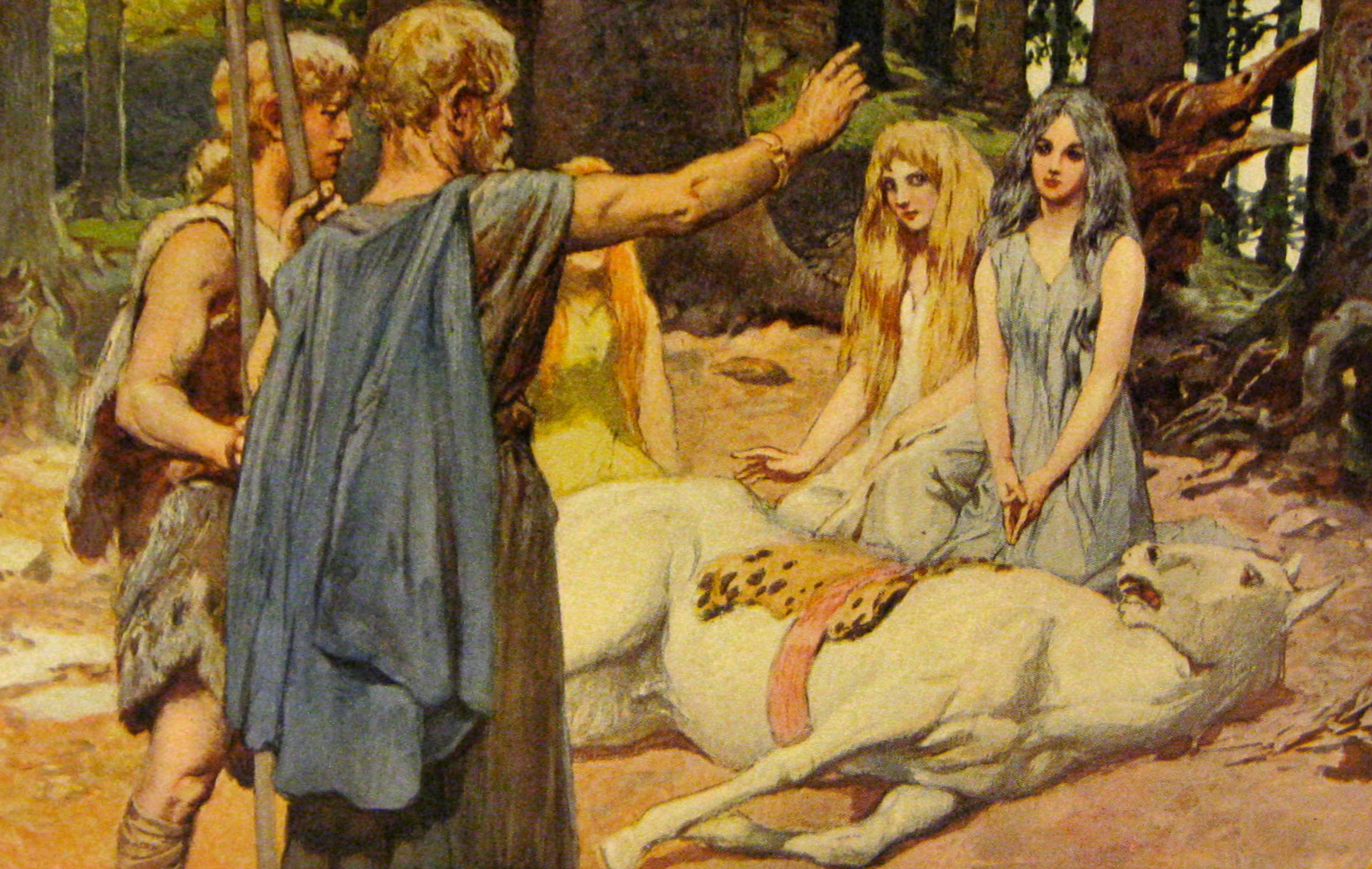
Wotan heilt Balders Pferd
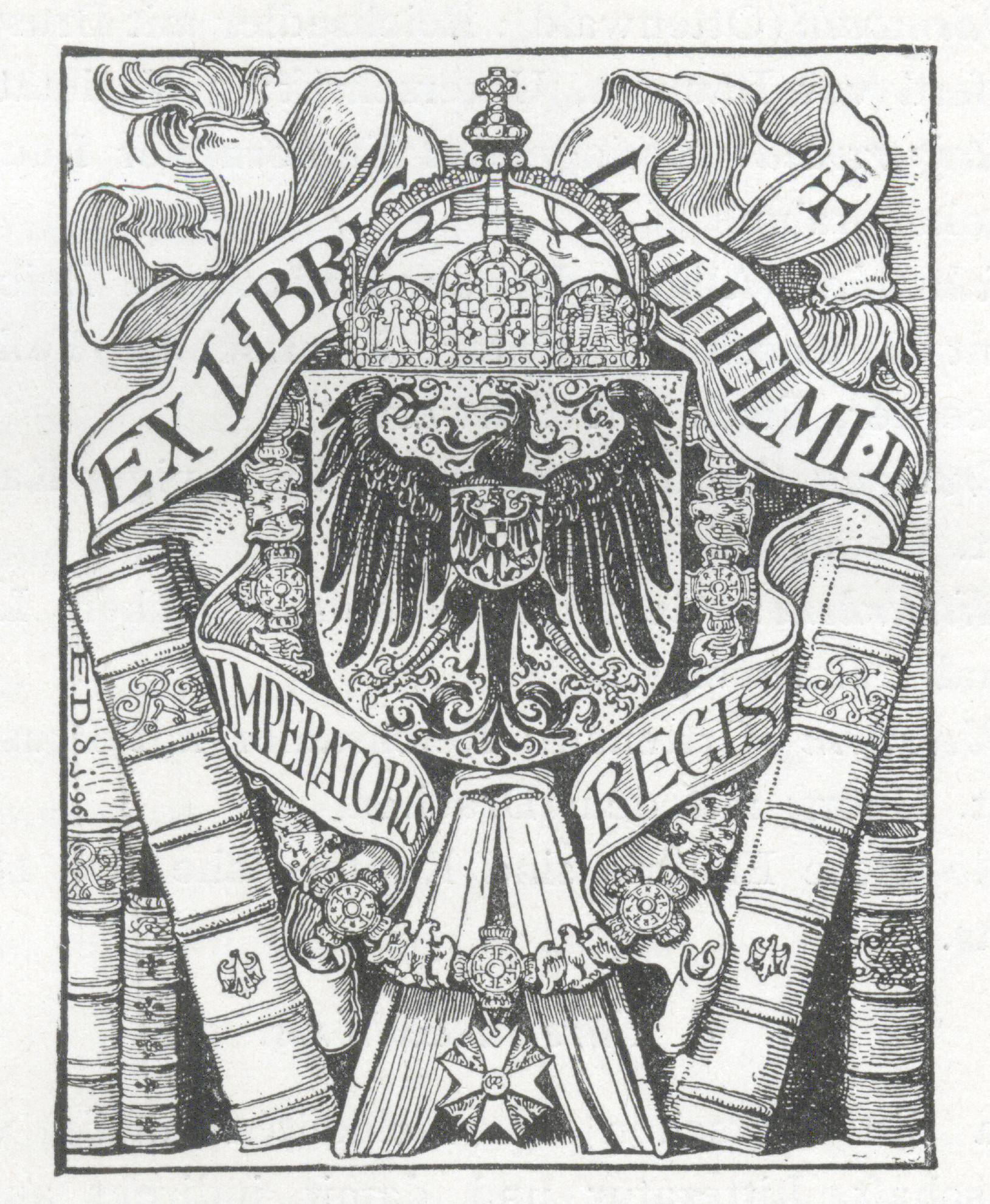
Exlibris für Kaiser Wilhelm II.